# 安德魯·尼可
安德魯·M·尼可（英語：Andrew M. Niccol，1964年6月10日—）是一名紐西蘭男導演、編劇與監製。
他編寫並導演了許多電影，包括《千鈞一髮》、《虛擬偶像》、《軍火之王》和《鐘點戰》。另外，他也是電影《楚門的世界》的編劇和製片，並以此劇本獲得1999年奧斯卡最佳原創劇本獎的提名及贏得英國電影和電視藝術學院的最佳劇本獎。

## 作品列表
| 年份 | 標題       | 導演 | 監製 | 編劇 | 附註 |
| ---- | ---------- | ---- | ---- | ---- | ---- |
| 1997 | 千鈞一髮   | 是   |      | 是   |      |
| 1998 | 楚門的世界 |      | 是   | 是   |      |
| 2002 | 虛擬偶像   | 是   | 是   | 是   |      |
| 2004 | 航站情緣   |      | 是   | 故事 |      |
| 2005 | 軍火之王   | 是   | 是   | 是   |      |
| 2011 | 鐘點戰     | 是   | 是   | 是   |      |
| 2013 | 宿主       | 是   |      | 是   |      |
| 2014 | 巡弋狙擊手 | 是   | 是   | 是   |      |
| 2018 | 視界戰     | 是   | 是   | 是   |      |

## 外部連結
- Andrew Niccol在互联网电影资料库（IMDb）上的資料（英文）
- Yahoo Movies Profile
- Andrew Niccol Fansite
- Screenplays by Andrew Niccol （页面存档备份，存于）